# Флуорофор

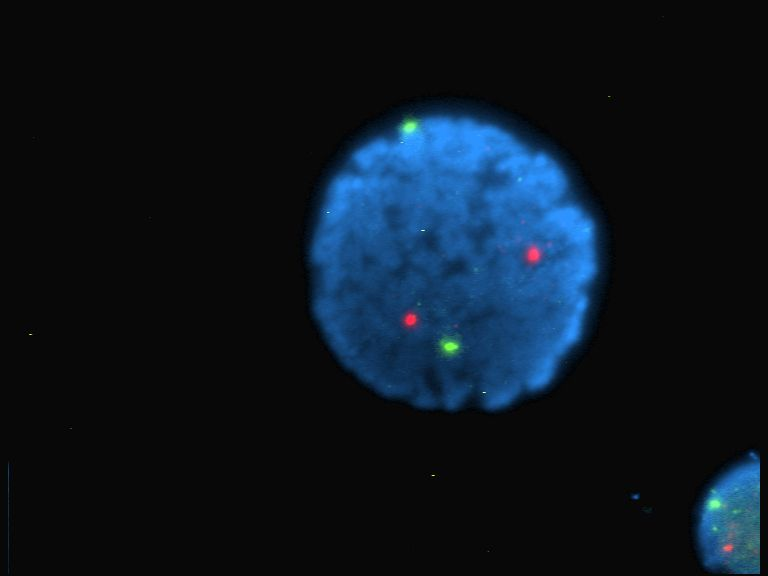
Мічена флуорофором клітина людини.

Флуорофор (або флуорохром, подібно до хромофора ) — це флуоресцентна хімічна сполука, яка може повторно випромінювати світло під час світлового збудження. Флуорофори зазвичай містять кілька комбінованих ароматичних груп або планарних або циклічних молекул з кількома π-зв’язками. 
Флуорофори іноді використовуються окремо, як індикатори в рідинах, як барвник для фарбування певних структур, як субстрат для ферментів або як зонд чи індикатор (коли на його флуоресценцію впливають такі аспекти середовища, як полярність або іони). У більш загальному випадку вони ковалентно зв’язані з макромолекулами, слугуючи маркерами (або барвниками, або мітками, або репортерами) для афінних або біоактивних реагентів ( антитіл, пептидів, нуклеїнових кислот). Флуорофори, зокрема, використовуються для фарбування тканин, клітин або матеріалів у різноманітних аналітичних методах, таких як флуоресцентне зображення та спектроскопія.
Флуоресцеїн через його аміноактивну ізотіоціанатну похідну флуоресцеїн ізотіоціанат (FITC) був одним із найпопулярніших флуорофорів. Від мічення антитіл застосування поширилося на нуклеїнові кислоти завдяки карбоксифлуоресцеїну. Іншими історично поширеними флуорофорами є похідні родаміну (TRITC), кумарину та ціаніну.  Новіші покоління флуорофорів, багато з яких є запатентованими, часто працюють краще, будучи більш фотостабільними, яскравішими або менш чутливими до рН, ніж традиційні барвники з порівнянним збудженням і випромінюванням.  

## Флуоресценція
Флуорофор поглинає світлову енергію певної довжини хвилі та повторно випромінює світло з більшою довжиною хвилі. Поглинені довжини хвилі, ефективність передачі енергії та час до випромінювання залежать як від структури флуорофора, так і від його хімічного середовища, оскільки молекула у своєму збудженому стані взаємодіє з навколишніми молекулами. Довжини хвилі максимального поглинання (≈ збудження) і випромінювання (наприклад, поглинання/випромінювання = 485 нм/517 нм) є типовими термінами, що використовуються для позначення даного флуорофора, але весь спектр може бути важливим для розгляду. Спектр довжини хвилі збудження може бути дуже вузькою або ширшою смугою, або весь спектр може перевищувати межу. Спектр випромінювання зазвичай гостріший, ніж спектр збудження, і має більшу довжину хвилі та, відповідно, меншу енергію. Енергія збудження коливається від ультрафіолетового до видимого спектра, а енергія випромінювання може тривати від видимого світла до ближньої інфрачервоної області.
Основними характеристиками флуорофорів є:
- Максимальна довжина хвилі збудження та випромінювання (виражена в нанометрах (нм)): відповідає піку в спектрах збудження та випромінювання (зазвичай по одному піку в кожному).
- Молярний коефіцієнт поглинання (у моль -1 см -1 ): пов'язує кількість поглиненого світла на даній довжині хвилі з концентрацією флуорофора в розчині.
- Квантовий вихід : ефективність енергії, що передається від падаючого світла до випромінюваної флуоресценції (кількість випущених фотонів на поглинений фотон).
- Тривалість життя (у пікосекундах): тривалість збудженого стану флуорофора до повернення в основний стан. Це стосується часу, необхідного для розпаду популяції збуджених флуорофорів до 1/ e (≈0,368) від початкової кількості.
- Стоксів зсув : різниця між максимальною довжиною хвилі збудження та максимальною емісією.
- Темна фракція : частка молекул, неактивних у випромінюванні флуоресценції. Для квантових точок тривала одномолекулярна мікроскопія показала, що 20-90% усіх частинок ніколи не випромінюють флуоресценцію. [5] З іншого боку, кон’юговані полімерні наночастинки (Pdots) майже не демонструють темної фракції у своїй флуоресценції. [6] Флуоресцентні білки можуть мати темну фракцію через неправильне згортання білка або дефектне утворення хромофора. [7]

Ці характеристики обумовлюють інші властивості, включаючи фотовідбілювання або фотостійкість (втрата флуоресценції при постійному збудженні світлом). Необхідно враховувати й інші параметри, як-от полярність молекули флуорофора, розмір і форму флуорофора (тобто для картини поляризаційної флуоресценції ) та інші фактори можуть змінити поведінку флуорофорів.
Флуорофори також можна використовувати для гасіння флуоресценції інших флуоресцентних барвників або для передачі їх флуоресценції на навіть довших хвилях.
Більшість флуорофорів є невеликими органічними молекулами з 20–100 атомів (200–1000 Дальтон ; молекулярна маса може бути вищою залежно від модифікацій щеплення та кон’югованих молекул), але є також набагато більші природні флуорофори, які є білками : зелений флуоресцентний білок (GFP) становить 27 кДа, а кілька фікобіліпротеїнів (PE, APC...) мають ≈240 кДа. Станом на 2020 рік найменший відомий флуорофор вважався 3-гідроксіізонікотинальдегідом, сполукою з 14 атомів і лише 123 Да. 
Флуоресцентні частинки, як квантові точки (2–10 діаметр нм, 100–100 000 атомів) також вважаються флуорофорами. 
Розмір флуорофора може стерично перешкоджати міченій молекулі та впливати на полярність флуоресценції.

## Сім'ї

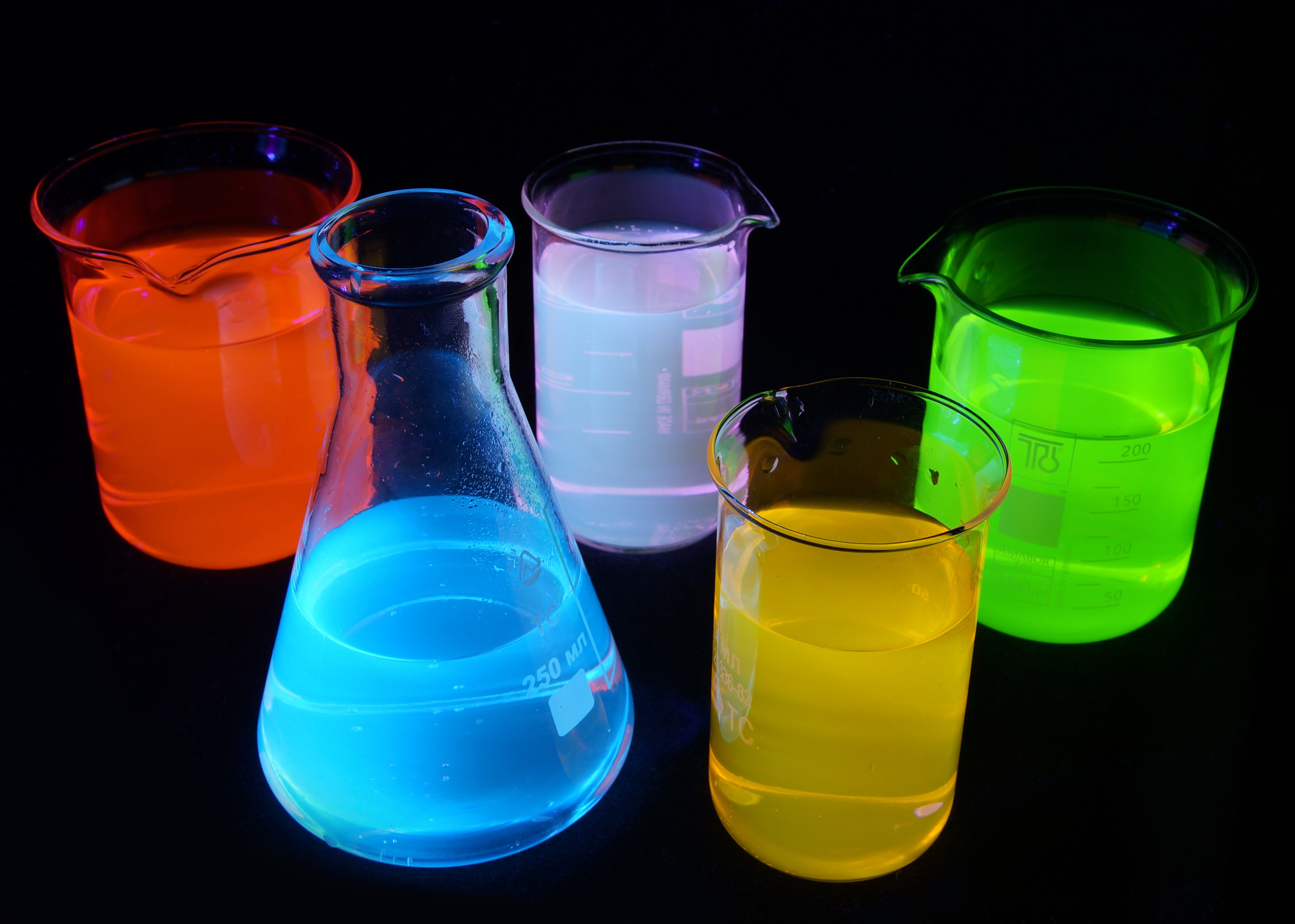
Флуоресценція різних речовин під ультрафіолетовим світлом. Зелений — флуоресцеїн, червоний — родамін В, жовтий — родамін 6G, синій — хінін, фіолетовий — суміш хініну та родаміну 6 г. Розчини мають концентрацію приблизно 0,001% у воді.

Молекули флуорофора можуть бути використані окремо або служити флуоресцентним мотивом функціональної системи. На основі молекулярної складності та синтетичних методів молекули флуорофора можна загалом класифікувати на чотири категорії: білки та пептиди, невеликі органічні сполуки, синтетичні олігомери та полімери та багатокомпонентні системи.  
Флуоресцентні білки GFP, YFP і RFP (зелений, жовтий і червоний відповідно) можуть бути приєднані до інших специфічних білків з утворенням злитого білка, який синтезується в клітинах після трансфекції відповідного плазмідного носія.
Небілкові органічні флуорофори належать до наступних основних хімічних груп:
- Похідні ксантена : флуоресцеїн, родамін, орегонський зелений, еозин і техаський червоний
- Похідні ціаніну : ціанін, індокарбоціанін, оксакарбоціанін, тіакарбоціанін і мероціанін
- Похідні скварейну та кільцезаміщені скварейни, включаючи барвники Seta та Square
- Похідні скварейну ротаксану(інші мови) : див. Тау-барвники
- Похідні нафталіну (похідні дансилу і продану(інші мови) )
- Похідні кумарину
- Похідні оксадіазолу : піридилоксазол, нітробензоксадіазол і бензоксадіазол
- Похідні антрацену : антрахінони, включаючи DRAQ5, DRAQ7 і CyTRAK Orange
- Похідні пірену : каскадний синій(інші мови) та ін.
- Похідні оксазину : нільський червоний, нільський блакитний, крезиловий фіолетовий, оксазин 170(інші мови) та ін.
- Похідні акридину : профлавін, акридиновий оранжевий, акридиновий жовтий та ін.
- Похідні арилметину : аурамін, кристалічний фіолетовий, малахітовий зелений
- Похідні тетрапіролу : порфін, фталоціанін, білірубін
- Похідні дипіррометену: BODIPY, аза-BODIPY

Ці флуорофори флуоресцюють завдяки делокалізованим електронам, які можуть стрибати через смугу та стабілізувати поглинену енергію. Наприклад, бензол, один із найпростіших ароматичних вуглеводнів, збуджується при 254 нм і випромінює на 300 нм.  Це відрізняє флуорофори від квантових точок, які є флуоресцентними наночастинками напівпровідника.
Вони можуть бути приєднані до білків до певних функціональних груп, таких як аміногрупи ( активний ефір, карбоксилат, ізотіоціанат, гідразин ), карбоксильні групи ( карбодиімід ), тіол ( малеімід, ацетилбромід ) і органічний азид (через клацальну хімію або не- зокрема ( глутаровий альдегід )).
Крім того, можуть бути присутні різні функціональні групи, що змінюють їхні властивості, наприклад розчинність, або надають особливі властивості, наприклад борна кислота, яка зв’язується з цукрами, або кілька карбоксильних груп для зв’язування з певними катіонами. Якщо барвник містить електронодонорну та електроноакцепторну групи на протилежних кінцях ароматичної системи, цей барвник, ймовірно, буде чутливим до полярності навколишнього середовища ( сольватохромний ), тому його називають чутливим до середовища. Часто барвники використовуються всередині клітин, які непроникні для заряджених молекул; в результаті цього карбоксильні групи перетворюються в складний ефір, який видаляється естеразами всередині клітин, наприклад, фура-2АМ і флуоресцеїн-діацетат.
Наступні родини барвників є групами торгових марок і не обов’язково мають структурну подібність.
- CF барвник (біотій)
- Зонди DRAQ і CyTRAK ( BioStatus )
- BODIPY ( Invitrogen )
- EverFluor (Setareh Biotech)
- Alexa Fluor (Invitrogen)
- Bella Fluor (Setareh Biotech)
- DyLight Fluor (Thermo Scientific, Pierce)
- Атто і Трейсі ( Сігма Олдріх )
- FluoProbes ( Інтерхім )
- Барвники Abberior (Абберіор)
- Барвники DY та MegaStokes (Dyomics)
- Барвники Sulfo Cy (Cyandye)
- HiLyte Fluor (AnaSpec)
- Барвники Seta, SeTau і Square (SETA BioMedicals)
- Барвники Quasar і Cal Fluor ( Biosearch Technologies )
- Барвники SureLight ( APC, RPE PerCP, Phycobilisomes ) (Columbia Biosciences)
- APC, APCXL, RPE, BPE (Phyco-Biotech, Greensea, Prozyme, Flogen)

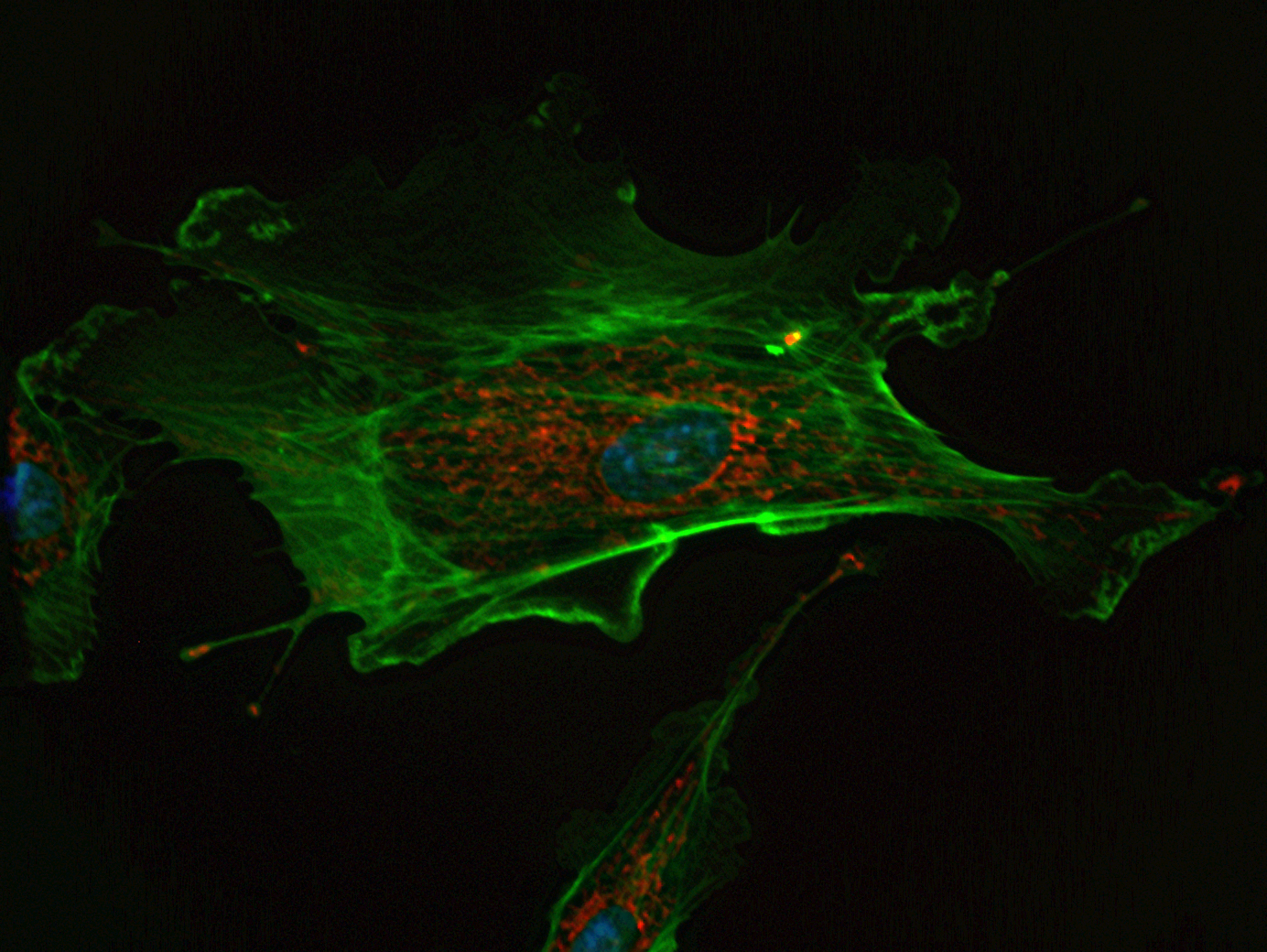
Ядра ендотеліальних клітин легеневої артерії великої рогатої худоби пофарбовані в синій колір за допомогою DAPI, мітохондрії пофарбовані в червоний колір за допомогою MitoTracker Red CMXRos і F-актин пофарбовані в зелений колір за допомогою фаллоідіну Alexa Fluor 488 і зображені на флуоресцентному мікроскопі.

- Vio Dyes (Miltenyi Biotec)

## Приклади часто зустрічаються флуорофорів

### Реактивні та кон'юговані барвники
| Dye                         | Ex (nm)     | Em (nm)   | MW    | Notes                                             |
| --------------------------- | ----------- | --------- | ----- | ------------------------------------------------- |
| Hydroxycoumarin             | 325         | 386       | 331   | Succinimidyl ester                                |
| Aminocoumarin               | 350         | 445       | 330   | Succinimidyl ester                                |
| Methoxycoumarin             | 360         | 410       | 317   | Succinimidyl ester                                |
| Cascade Blue                | (375);401   | 423       | 596   | Hydrazide                                         |
| Pacific Blue                | 403         | 455       | 406   | Maleimide                                         |
| Pacific Orange              | 403         | 551       |       |                                                   |
| 3-Hydroxyisonicotinaldehyde | 385         | 525       | 123   | QY 0.15; pH sensitive                             |
| Lucifer yellow              | 425         | 528       |       |                                                   |
| NBD                         | 466         | 539       | 294   | NBD-X                                             |
| R-Phycoerythrin (PE)        | 480;565     | 578       | 240 k |                                                   |
| PE-Cy5 conjugates           | 480;565;650 | 670       |       | aka Cychrome, R670, Tri-Color, Quantum Red        |
| PE-Cy7 conjugates           | 480;565;743 | 767       |       |                                                   |
| Red 613                     | 480;565     | 613       |       | PE-Texas Red                                      |
| PerCP                       | 490         | 675       | 35kDa | Peridinin chlorophyll protein                     |
| TruRed                      | 490,675     | 695       |       | PerCP-Cy5.5 conjugate                             |
| FluorX                      | 494         | 520       | 587   | (GE Healthcare)                                   |
| Fluorescein                 | 495         | 519       | 389   | FITC; pH sensitive                                |
| BODIPY-FL                   | 503         | 512       |       |                                                   |
| G-Dye100                    | 498         | 524       |       | suitable for protein labeling and electrophoresis |
| G-Dye200                    | 554         | 575       |       | suitable for protein labeling and electrophoresis |
| G-Dye300                    | 648         | 663       |       | suitable for protein labeling and electrophoresis |
| G-Dye400                    | 736         | 760       |       | suitable for protein labeling and electrophoresis |
| Cy2                         | 489         | 506       | 714   | QY 0.12                                           |
| Cy3                         | (512);550   | 570;(615) | 767   | QY 0.15                                           |
| Cy3B                        | 558         | 572;(620) | 658   | QY 0.67                                           |
| Cy3.5                       | 581         | 594;(640) | 1102  | QY 0.15                                           |
| Cy5                         | (625);650   | 670       | 792   | QY 0.28                                           |
| Cy5.5                       | 675         | 694       | 1272  | QY 0.23                                           |
| Cy7                         | 743         | 767       | 818   | QY 0.28                                           |
| TRITC                       | 547         | 572       | 444   | TRITC                                             |
| X-Rhodamine                 | 570         | 576       | 548   | XRITC                                             |
| Lissamine Rhodamine B       | 570         | 590       |       |                                                   |
| Texas Red                   | 589         | 615       | 625   | Sulfonyl chloride                                 |
| Allophycocyanin (APC)       | 650         | 660       | 104 k |                                                   |
| APC-Cy7 conjugates          | 650;755     | 767       |       | Far Red                                           |

Скорочення:
- Ex (нм): довжина хвилі збудження в нанометрах
- Em (нм): довжина хвилі випромінювання в нанометрах
- MW: Молекулярна маса
- QY: Квантовий вихід

### Нуклеїнові кислотні барвники
| Dye                     | Ex (nm) | Em (nm) | MW    | Notes                                       |
| ----------------------- | ------- | ------- | ----- | ------------------------------------------- |
| Hoechst 33342           | 343     | 483     | 616   | AT-selective                                |
| DAPI                    | 345     | 455     |       | AT-selective                                |
| Hoechst 33258           | 345     | 478     | 624   | AT-selective                                |
| SYTOX Blue              | 431     | 480     | ~400  | DNA                                         |
| Chromomycin A3          | 445     | 575     |       | CG-selective                                |
| Mithramycin             | 445     | 575     |       |                                             |
| YOYO-1                  | 491     | 509     | 1271  |                                             |
| Ethidium Bromide        | 210;285 | 605     | 394   | in aqueous solution                         |
| GelRed                  | 290;520 | 595     | 1239  | Non-toxic substitute for Ethidium Bromide   |
| Acridine Orange         | 503     | 530/640 |       | DNA/RNA                                     |
| SYTOX Green             | 504     | 523     | ~600  | DNA                                         |
| TOTO-1, TO-PRO-1        | 509     | 533     |       | Vital stain, TOTO: Cyanine Dimer            |
| TO-PRO: Cyanine Monomer |         |         |       |                                             |
| Thiazole Orange         | 510     | 530     |       |                                             |
| CyTRAK Orange           | 520     | 615     | -     | (Biostatus) (red excitation dark)           |
| Propidium Iodide (PI)   | 536     | 617     | 668.4 |                                             |
| LDS 751                 | 543;590 | 712;607 | 472   | DNA (543ex/712em), RNA (590ex/607em)        |
| 7-AAD                   | 546     | 647     |       | 7-aminoactinomycin D, CG-selective          |
| SYTOX Orange            | 547     | 570     | ~500  | DNA                                         |
| TOTO-3, TO-PRO-3        | 642     | 661     |       |                                             |
| DRAQ5                   | 600/647 | 697     | 413   | (Biostatus) (usable excitation down to 488) |
| DRAQ7                   | 599/644 | 694     | ~700  | (Biostatus) (usable excitation down to 488) |

### Барвники для функції клітин
| Барвник | Ex (нм) | Em (нм) | МВт  | Примітки                                                       |
| ------- | ------- | ------- | ---- | -------------------------------------------------------------- |
| Індо-1  | 361/330 | 490/405 | 1010 | Естер AM, низький/високий вміст кальцію (Ca 2+ )               |
| Флуо-3  | 506     | 526     | 855  | AM естер. pH > 6                                               |
| Флуо-4  | 491/494 | 516     | 1097 | AM естер. pH 7,2                                               |
| DCFH    | 505     | 535     | 529  | 2'7'Дихородигідрофлуоресцеїн, окислена форма                   |
| DHR     | 505     | 534     | 346  | Дигідрородамін 123, окислена форма, світло каталізує окислення |
| SNARF   | 548/579 | 587/635 |      | pH 6/9                                                         |

### Флуоресцентні білки
| Dye                           | Ex (nm)  | Em (nm) | MW          | QY   | BR   | PS   | Notes                                  |
| ----------------------------- | -------- | ------- | ----------- | ---- | ---- | ---- | -------------------------------------- |
| GFP (Y66H mutation)           | 360      | 442     |             |      |      |      |                                        |
| GFP (Y66F mutation)           | 360      | 508     |             |      |      |      |                                        |
| EBFP                          | 380      | 440     |             | 0.18 | 0.27 |      | monomer                                |
| EBFP2                         | 383      | 448     |             |      | 20   |      | monomer                                |
| Azurite                       | 383      | 447     |             |      | 15   |      | monomer                                |
| GFPuv                         | 385      | 508     |             |      |      |      |                                        |
| T-Sapphire                    | 399      | 511     |             | 0.60 | 26   | 25   | weak dimer                             |
| Cerulean                      | 433      | 475     |             | 0.62 | 27   | 36   | weak dimer                             |
| mCFP                          | 433      | 475     |             | 0.40 | 13   | 64   | monomer                                |
| mTurquoise2                   | 434      | 474     |             | 0.93 | 28   |      | monomer                                |
| ECFP                          | 434      | 477     |             | 0.15 | 3    |      |                                        |
| CyPet                         | 435      | 477     |             | 0.51 | 18   | 59   | weak dimer                             |
| GFP (Y66W mutation)           | 436      | 485     |             |      |      |      |                                        |
| mKeima-Red                    | 440      | 620     |             | 0.24 | 3    |      | monomer (MBL)                          |
| TagCFP                        | 458      | 480     |             |      | 29   |      | dimer (Evrogen)                        |
| AmCyan1                       | 458      | 489     |             | 0.75 | 29   |      | tetramer, (Clontech)                   |
| mTFP1                         | 462      | 492     |             |      | 54   |      | dimer                                  |
| GFP (S65A mutation)           | 471      | 504     |             |      |      |      |                                        |
| Midoriishi Cyan               | 472      | 495     |             | 0.9  | 25   |      | dimer (MBL)                            |
| Wild Type GFP                 | 396,475  | 508     | 26k         | 0.77 |      |      |                                        |
| GFP (S65C mutation)           | 479      | 507     |             |      |      |      |                                        |
| TurboGFP                      | 482      | 502     | 26 k        | 0.53 | 37   |      | dimer, (Evrogen)                       |
| TagGFP                        | 482      | 505     |             |      | 34   |      | monomer (Evrogen)                      |
| GFP (S65L mutation)           | 484      | 510     |             |      |      |      |                                        |
| Emerald                       | 487      | 509     |             | 0.68 | 39   | 0.69 | weak dimer, (Invitrogen)               |
| GFP (S65T mutation)           | 488      | 511     |             |      |      |      |                                        |
| EGFP                          | 488      | 507     | 26k         | 0.60 | 34   | 174  | weak dimer, (Clontech)                 |
| Azami Green                   | 492      | 505     |             | 0.74 | 41   |      | monomer (MBL)                          |
| ZsGreen1                      | 493      | 505     | 105k        | 0.91 | 40   |      | tetramer, (Clontech)                   |
| TagYFP                        | 508      | 524     |             |      | 47   |      | monomer (Evrogen)                      |
| EYFP                          | 514      | 527     | 26k         | 0.61 | 51   | 60   | weak dimer, (Clontech)                 |
| Topaz                         | 514      | 527     |             |      | 57   |      | monomer                                |
| Venus                         | 515      | 528     |             | 0.57 | 53   | 15   | weak dimer                             |
| mCitrine                      | 516      | 529     |             | 0.76 | 59   | 49   | monomer                                |
| YPet                          | 517      | 530     |             | 0.77 | 80   | 49   | weak dimer                             |
| TurboYFP                      | 525      | 538     | 26 k        | 0.53 | 55.7 |      | dimer, (Evrogen)                       |
| ZsYellow1                     | 529      | 539     |             | 0.65 | 13   |      | tetramer, (Clontech)                   |
| Kusabira Orange               | 548      | 559     |             | 0.60 | 31   |      | monomer (MBL)                          |
| mOrange                       | 548      | 562     |             | 0.69 | 49   | 9    | monomer                                |
| Allophycocyanin (APC)         | 652      | 657.5   | 105 kDa     | 0.68 |      |      | heterodimer, crosslinked               |
| mKO                           | 548      | 559     |             | 0.60 | 31   | 122  | monomer                                |
| TurboRFP                      | 553      | 574     | 26 k        | 0.67 | 62   |      | dimer, (Evrogen)                       |
| tdTomato                      | 554      | 581     |             | 0.69 | 95   | 98   | tandem dimer                           |
| TagRFP                        | 555      | 584     |             |      | 50   |      | monomer (Evrogen)                      |
| DsRed monomer                 | 556      | 586     | ~28k        | 0.1  | 3.5  | 16   | monomer, (Clontech)                    |
| DsRed2 ("RFP")                | 563      | 582     | ~110k       | 0.55 | 24   |      | (Clontech)                             |
| mStrawberry                   | 574      | 596     |             | 0.29 | 26   | 15   | monomer                                |
| TurboFP602                    | 574      | 602     | 26 k        | 0.35 | 26   |      | dimer, (Evrogen)                       |
| AsRed2                        | 576      | 592     | ~110k       | 0.21 | 13   |      | tetramer, (Clontech)                   |
| mRFP1                         | 584      | 607     | ~30k        | 0.25 |      |      | monomer, (Tsien lab)                   |
| J-Red                         | 584      | 610     |             | 0.20 | 8.8  | 13   | dimer                                  |
| R-phycoerythrin (RPE)         | 565 >498 | 573     | 250 kDa     | 0.84 |      |      | heterotrimer                           |
| B-phycoerythrin (BPE)         | 545      | 572     | 240 kDa     | 0.98 |      |      | heterotrimer                           |
| mCherry                       | 587      | 610     |             | 0.22 | 16   | 96   | monomer                                |
| HcRed1                        | 588      | 618     | ~52k        | 0.03 | 0.6  |      | dimer, (Clontech)                      |
| Katusha                       | 588      | 635     |             |      | 23   |      | dimer                                  |
| P3                            | 614      | 662     | ~10,000 kDa |      |      |      | phycobilisome complex                  |
| Peridinin Chlorophyll (PerCP) | 483      | 676     | 35 kDa      |      |      |      | trimer                                 |
| mKate (TagFP635)              | 588      | 635     |             |      | 15   |      | monomer (Evrogen)                      |
| TurboFP635                    | 588      | 635     | 26 k        | 0.34 | 22   |      | dimer, (Evrogen)                       |
| mPlum                         | 590      | 649     | 51.4 k      | 0.10 | 4.1  | 53   |                                        |
| mRaspberry                    | 598      | 625     |             | 0.15 | 13   |      | monomer, faster photobleach than mPlum |
| mScarlet                      | 569      | 594     |             | 0.70 | 71   | 277  | monomer                                |

Скорочення:
- Ex (нм): довжина хвилі збудження в нанометрах
- Em (нм): довжина хвилі випромінювання в нанометрах
- MW: Молекулярна маса
- QY: Квантовий вихід
- BR: Яскравість: молярний коефіцієнт поглинання * квантовий вихід / 1000
- PS: фотостабільність : час [сек] для зменшення яскравості на 50%

## Додатки
Флуорофори мають особливе значення в галузі біохімії та дослідження білка, наприклад, в імунофлуоресценції, клітинному аналізі,  імуногістохімії   і датчиках малих молекул.  

## Використання поза науками про життя

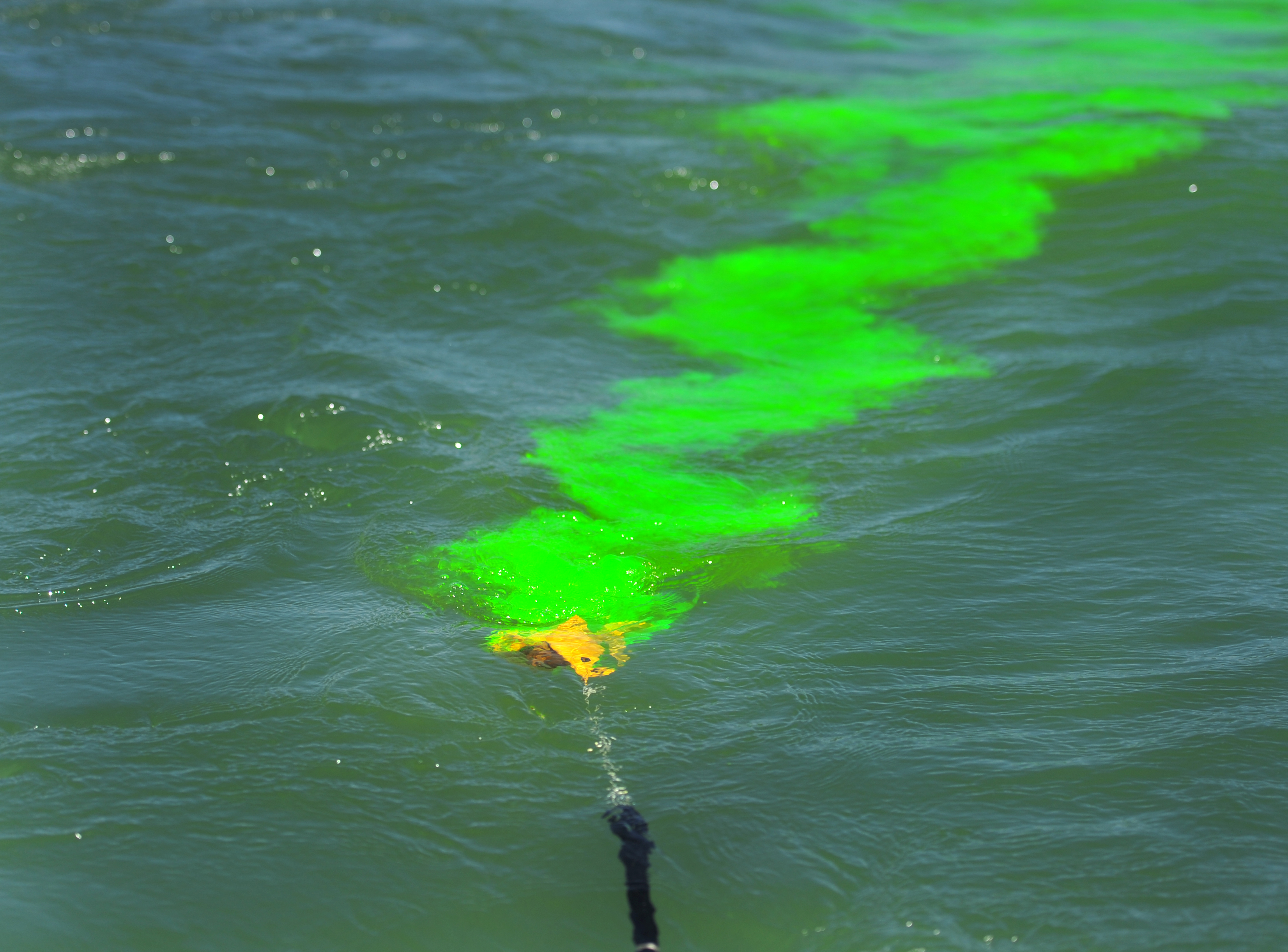
Флуоресцентний морський барвник

Флуоресцентні барвники знаходять широке застосування в промисловості під назвою «неонові кольори», такі як:
- Розширені косметичні формули
- Засоби захисту та одяг
- Органічні світлодіоди (OLED)
- Образотворче мистецтво та дизайн (плакати та живопис)
- Використання багатотонних накипів у фарбуванні текстилю та оптичних відбілювачів у пральних засобах
- Барвники в хайлайтерах для створення ефекту блиску
- Сонячні панелі для збору більшої кількості світла/довжин хвиль

- Флуоресцентний морський барвник використовується, щоб допомогти повітряним пошуково-рятувальним командам знаходити об'єкти у воді

## Дивіться також
- Категорія:Флуоресцентні барвники
- Флуоресценція в біологічних дослідженнях
- Гасіння флуоресценції
- Відновлення флуоресценції після фотовідбілювання (FRAP) – програма для кількісного визначення рухливості молекул у ліпідних подвійних шарах.

## Зовнішні посилання
- База даних флуоресцентних барвників
- Таблиця флуорохромів
- Довідник з молекулярних зондів – всебічний ресурс із флуоресцентної технології та її застосування.